# Lista elektrowni wodnych w Niemczech
Lista elektrowni wodnych w Niemczech prezentuje przegląd elektrowni wodnych w Niemczech. Pole „Nazwa” odnosi się do oficjalnej lub potocznej nazwy każdej z elektrowni.
| Nazwa                             | Rok budowy | Moc netto (MWel) | Typ    | Turbina                   | lokalizacja                        | Land                        | Rzeka                                               | Operator                                                     |
| --------------------------------- | ---------- | ---------------- | ------ | ------------------------- | ---------------------------------- | --------------------------- | --------------------------------------------------- | ------------------------------------------------------------ |
| Wasserkraftwerk Oldau             | 1911       | 0,65             | WP     | 3× FT                     | Hambühren                          | Dolna Saksonia              | Aller                                               |                                                              |
| Laufwasserkraftwerk Langwedel     | 1958       | 7,2              | WP     | 4× KT                     | Langwedel                          | Dolna Saksonia              | Wezera                                              | Statkraft                                                    |
| Laufwasserkraftwerk Dörverden     | 1914       | 4,2              | WP     | 2× KT 1× KT(P) 1× S       | Dörverden                          | Dolna Saksonia              | Wezera                                              | Statkraft                                                    |
| Laufwasserkraftwerk Drakenburg    | 1955       | 5,0              | WP     | 3× KT                     | Drakenburg                         | Dolna Saksonia              | Wezera                                              | Statkraft                                                    |
| Laufwasserkraftwerk Landesbergen  | 1960       | 7,2              | WP     | 3× KT                     | Landesbergen                       | Dolna Saksonia              | Wezera                                              | Statkraft                                                    |
| Laufwasserkraftwerk Schlüsselburg | 1956       | 5,0              | WP     | 3× KT                     | Schlüsselburg                      | Nadrenia Północna-Westfalia | Wezera                                              | Statkraft                                                    |
| Laufwasserkraftwerk Petershagen   | 1953       | 3,3              | WP     | 3× KT                     | Petershagen                        | Nadrenia Północna-Westfalia | Wezera                                              | Statkraft                                                    |
| Maxwerk                           | 1895       | 0,41             | WP     | 1× KT                     | Monachium                          | Bawaria                     | Auer Mühlbach                                       | Stadtwerke München                                           |
| Kraftwerk Fachbach                | 1899       | 0,8              | WP     | KT                        | Fachbach                           | Nadrenia-Palatynat          | Lahn                                                | Süwag Energie                                                |
| Kraftwerk Mambach                 | 1899       | 0,98             | WP     | 2× FT(S)                  | Zell im Wiesental                  | Badenia-Wirtembergia        | Wiese                                               | Energiedienst                                                |
| Wasserkraftwerk Kammerl           | 1899       | 1,2              | WP     | KT                        | Saulgrub                           | Bawaria                     | Amper                                               | DB Energie                                                   |
| Kraftwerk Elisenhütte             | 1900       | 1,3              | WP     | KT                        | Hollerich                          | Nadrenia-Palatynat          | Lahn                                                | Süwag Energie                                                |
| Kraftwerk Harkort                 | 1900'      | 6,6              | SK?    | 3× KT                     | Wetter (Ruhr)                      | Nadrenia Północna-Westfalia | Harkortsee, Ruhra                                   | RWE                                                          |
| Kanalkraftwerk Gersthofen         | 1901       | 9,9              | WP     | 5× KT(R)                  | Gersthofen                         | Bawaria                     | Lech                                                | BEW                                                          |
| Kraftwerk Bettenberg              | 1901       | 0,27             | WP     |                           | Nagold                             | Badenia-Wirtembergia        | Nagold                                              | EnBW                                                         |
| Wasserkraftwerk Raisdorf 1        | 1904       | 1,2              | WP     |                           | Raisdorf                           | Szlezwik-Holsztyn           | Schwentine                                          | Stadtwerke Kiel                                              |
| Kraftwerk Heimbach                | 1905       | 16               | PSW    | 1× FT                     | Heimbach                           | Nadrenia Północna-Westfalia | Urfttalsperre, Rur                                  | RWE Innogy                                                   |
| Kraftwerk Friedrichssegen         | 1906       | 0,62             | WP     | 3× KT                     | Friedrichssegen                    | Nadrenia-Palatynat          | Lahn                                                | Süwag Energie                                                |
| Isarwerk 1                        | 1908       | 2,4              | WP     | 3× FT                     | Monachium                          | Bawaria                     | Isar-Werkkanal, Izara                               | Stadtwerke München                                           |
| Kanalkraftwerk Langweid           | 1908       | 7,0              | WP     | 1× KT                     | Langweid                           | Bawaria                     | Lech                                                | BEW                                                          |
| Kraftwerk Hemfurth                | 1908-14    | 20               | SK     | 2× FT                     | Hemfurth                           | Hesja                       | Edersee, Eder                                       | E.ON                                                         |
| Wasserkraftwerk Raisdorf 2        | 1909       | 0,75             | SK     | 3× FT                     | Raisdorf                           | Szlezwik-Holsztyn           | Rosensee                                            | Stadtwerke Kiel                                              |
| Saalachkraftwerk                  | 1910–1913  | 6,4              | WP     | 5× FT                     | Bad Reichenhall                    | Bawaria                     | Saalachsee, Saalach                                 | DB Energie                                                   |
| Speicherkraftwerk Dhron           | 1913       | 5,7              | SK     | 4× FT                     | Leiwen                             | Nadrenia-Palatynat          | Dhron                                               | RWE Innogy                                                   |
| Rheinkraftwerk Laufenburg         | 1914       | 106              | WP     | 10× KT(S)                 | Laufenburg (D) Laufenburg (CH)     | Badenia-Wirtembergia        | Ren                                                 | EnBW, Energiedienst                                          |
| Kraftwerk Kesselbach              | 1919       | 0,2              | WP     |                           | Kochel am See                      | Bawaria                     | Kesselbach                                          | E.ON                                                         |
| Kraftwerk Hengstey                | lata 1920  | 3,3              | WP     | 3× KT                     | Herdecke, Hagen                    | Nadrenia Północna-Westfalia | Hengsteysee, Ruhra                                  | RWE                                                          |
| Kanalkraftwerk Meitingen          | 1922       | 11,6             | WP     | FT                        | Meitingen                          | Bawaria                     | Lech                                                | BEW                                                          |
| Kraftwerk Schönmühl               | 1922       | 5                | WP     | 1× KT                     | Penzberg                           | Bawaria                     | Loisach                                             | E.ON                                                         |
| Kraftwerk Helminghausen           | 1923       | 1,04             | WP     | 2×?                       | Helminghausen                      | Nadrenia Północna-Westfalia | Diemelsee, Diemel                                   | E.ON                                                         |
| Kraftwerk Bamenohl                | 1923       | 0,6              | WP     | 2× FT                     | Bamenohl                           | Nadrenia Północna-Westfalia | Lenne                                               | LLK                                                          |
| Wasserkraftwerk Bettenhausen      | 1923       | 4,2              | WP     | 4× FT                     | Dornhan                            | Badenia-Wirtembergia        | Glatt, Lauter, Heimbach                             | EnBW                                                         |
| Isarwerk 2                        | 1923       | 2,52             | WP     | 4× KT                     | Monachium                          | Bawaria                     | Isar-Werkkanal, Izara                               | Stadtwerke München                                           |
| Isarwerk 3                        | 1923       | 3,3              | WP     | 2× KT(R)                  | Monachium                          | Bawaria                     | Isar-Werkkanal, Izara                               | Stadtwerke München                                           |
| Kanalkraftwerk Tannheim           | 1923       | 12,4             | WP     | 3× FT 2× KT               | Tannheim                           | Badenia-Wirtembergia        | Stausee Tannheim, Iller                             | EnBW                                                         |
| Nidderkraftwerk                   | 1923       | 2,3              | SK     | 2× FT(S)                  | Lißberg                            | Hesja                       | Nidder                                              | ovag Energie                                                 |
| Walchenseekraftwerk               | 1924       | 124              | SK     | 4× FT(S) 4× PT            | Kochel am See                      | Bawaria                     | Walchensee, Isarüberleitung, Rißbachüberleitung     | E.ON                                                         |
| Kraftwerk Aufkirchen              | 1924       | 27,0             | WP     | 4× FT                     | Oberding                           | Bawaria                     | Mittlere-Isar-Kanal                                 | E.ON                                                         |
| Kraftwerk Mühltal                 | 1924       | 11,2             | WP     |                           | Straßlach                          | Bawaria                     | Mühltalkanal, Izara                                 | E.ON                                                         |
| Kraftwerk Neufinsing              | 1924       | 8,0              | WP     | 2× FT 2× KT 2× KT(R)      | Neufinsing                         | Bawaria                     | Mittlere-Isar-Kanal                                 | E.ON                                                         |
| Wasserkraftwerk Ohrnberg          | 1924       | 0,88             | WP     | 2× FT                     | Ohrnberg                           | Badenia-Wirtembergia        | Kocher                                              | EnBW                                                         |
| Kraftwerk Eitting                 | 1925       | 26,0             | WP     | 4× FT                     | Eitting                            | Bawaria                     | Mittlere-Isar-Kanal                                 | E.ON                                                         |
| Wasserkraftwerk Farchau           | 1925       | 1,6              | WP     | KT                        | Schmilau                           | Szlezwik-Holsztyn           | Schaalseekanal                                      | E.ON Hanse                                                   |
| Rudolf-Fettweis-Werk              | 1926       | 71               | PSW/WP | 2× PT 6× FT 2× KT(R)      | Forbach                            | Badenia-Wirtembergia        | Murg                                                | EnBW                                                         |
| Kachletwerk                       | 1927       | 54               | WP     | KT                        | Pasawa                             | Bawaria                     | Dunaj                                               | E.ON, RMD                                                    |
| Kraftwerk Dettingen               | 1928       | 11               | WP     | 3× KT 1× turbina spiralna | Dettingen                          | Badenia-Wirtembergia        | Iller                                               | EnBW                                                         |
| Kraftwerk Cramberg                | 1929       | 2,62             | WP     | 3× KT                     | Cramberg                           | Nadrenia-Palatynat          | Lahn                                                | Süwag Energie                                                |
| Kraftwerk Pfrombach               | 1929       | 22,3             | WP     | 8× FT                     | Pfrombach                          | Bawaria                     | Mittlere-Isar-Kanal                                 | E.ON                                                         |
| Wasserkraftwerk Kriebstein        | 1929 2010  | 8,4              | WP     | 2× KT, 1× FT              | Kriebstein                         | Saksonia                    | Talsperre Kriebstein, Zschopau                      | Karl Beteiligungs-GmbH                                       |
| Pumpspeicherwerk Niederwartha     | 1930       | 40               | PSW    | 2× FT                     | Niederwartha                       | Saksonia                    | Unkersdorfer Silberbach                             | Vattenfall                                                   |
| Uppenbornwerk 1                   | 1930       | 30,0             | WP     | 3× KT                     | Moosburg/Isar                      | Bawaria                     | Mittlere-Isar-Kanal, Moosburger Speichersee         | Stadtwerke München                                           |
| Kraftwerk Oberesslingen           | 1930       | 2,1              | WP     | 2× KT                     | Oberesslingen                      | Badenia-Wirtembergia        | Neckar                                              | EnBW                                                         |
| Kraftwerk Stiftsmühle             | 1930       | 1,89             | WP     | 3× KT                     | Herdecke                           | Nadrenia Północna-Westfalia | Ruhra                                               | RWE                                                          |
| Kraftwerk Häusern                 | 1931       | 100              | PSW    | 4× FT                     | Häusern                            | Badenia-Wirtembergia        | Schluchsee                                          | Schluchseewerk                                               |
| Kraftwerk Ryburg-Schwörstadt      | 1931       | 120              | WP     | 4× KT                     | Schwörstadt, Riburg                | Badenia-Wirtembergia        | Ren                                                 | EnBW, Axpo, Atel, Energiedienst                              |
| Kraftwerk Burgkhammer             | 1932       | 2,2              | WP     | 2× KT                     | Burgk                              | Turyngia                    | Soława                                              | Vattenfall                                                   |
| Kraftwerk Griesheim               | 1932       | 6,8              | WP     | 3× KT                     | Frankfurt-Griesheim                | Hesja                       | Men                                                 | WSA Aschaffenburg                                            |
| Pumpspeicherwerk Bleiloch         | 1932       | 80               | PSW    | 2× FT                     | Pöritzsch                          | Turyngia                    | Bleilochtalsperre, Soława                           | Vattenfall                                                   |
| Pumpspeicherwerk Waldeck I        | 1932       | 140              | PSW    | 3× FT                     | Hemfurth-Edersee                   | Hesja                       | Oberbecken Waldeck 1, Eder                          | E.ON                                                         |
| Kraftwerk Baldeneysee             | 1933       | 9,2              | SK     | 2× KT                     | Essen                              | Nadrenia Północna-Westfalia | Baldeneysee, Ruhra                                  | RWE Innogy                                                   |
| Kraftwerk Rockenau                | 1933       | 5                | WP     | 2× KT                     | Rockenau                           | Badenia-Wirtembergia        | Neckar                                              | EnBW                                                         |
| Kraftwerk Hofen (Stuttgart)       | ca. 1935   | ca. 3,5          | WP     | ?                         | Stuttgart-Hofen                    | Badenia-Wirtembergia        | Neckar                                              | EnBW                                                         |
| Kraftwerk Söse                    | 1934 1989  | 1,55             | SK/WP  | 2×× FT(S) 1× KT           | Osterode                           | Dolna Saksonia              | Sösetalsperre, Söse                                 | HWW                                                          |
| Kraftwerk Wisenta                 | 1934       | 3,76             | WP/SK  | 4× FT/ KT                 | Ziegenrück                         | Turyngia                    | Wisenta, Soława                                     | Vattenfall                                                   |
| Pumpspeicherwerk Sorpe            | 1935       | 11,2             | PSW/WP | 2× FT 1× KT               | Sundern                            | Nadrenia Północna-Westfalia | Sorpesee, Sorpe                                     | LLK                                                          |
| Kraftwerk Lengfurt                | 1938–1940  | 1,3              | WP     | 2× KT                     | Lengfurt                           | Bawaria                     | Men                                                 | E.ON                                                         |
| Kraftwerk Eddersheim              | 1942       | 3,84             | WP     | 3× KT                     | Eddersheim                         | Hesja                       | Men                                                 | WSA Aschaffenburg                                            |
| Kraftwerk Witznau                 | 1943       | 220              | PSW    | 4× FT                     | Ühlingen-Birkendorf                | Badenia-Wirtembergia        | Schwarzatalsperre, Schwarza                         | Schluchseewerk                                               |
| Kraftwerk Eichicht                | 1945       | 3,4              | WP     | 2× KT                     | Eichicht                           | Turyngia                    | Talsperre Eichicht, Soława                          | Vattenfall                                                   |
| Enzkraftwerk Bietigheim-Bissingen | 1949       | 0,63             | WP     | 2× KT                     | Bietigheim-Bissingen               | Badenia-Wirtembergia        | Enz                                                 | Stadtwerke Bietigheim-Bissingen                              |
| Kraftwerk Aitrach                 | 1950       | 9,0              | WP     | 2× KT                     | Aitrach                            | Badenia-Wirtembergia        | Iller                                               | EnBW                                                         |
| Speicherseekraftwerk Ismaning     | 1951       | 1,3              | WP     | 2× KT                     | Aschheim                           | Bawaria                     | Mittlere-Isar-Kanal                                 | E.ON                                                         |
| Kraftwerk Altheim                 | 1951       | 17,8             | WP     |                           | Essenbach                          | Bawaria                     | Izara                                               | E.ON                                                         |
| Kraftwerk Niedernach              | 1951       | 2,4              | WP     |                           | Niedernach                         | Bawaria                     | Rißbach-Überleitung                                 | E.ON                                                         |
| Kraftwerk Waldshut                | 1951       | 150              | PSW    | 4× FT                     | Waldshut                           | Badenia-Wirtembergia        | Witznautalsperre, Schwarza                          | Schluchseewerk                                               |
| Moselkraftwerk Koblenz            | 1951       | 16,0             | WP     | 4× KT                     | Koblencja                          | Nadrenia-Palatynat          | Mozela                                              | RWE Innogy                                                   |
| Speicherkraftwerk Möhne           | 1951       | 0,8              | SK     | 2                         | Möhnesee                           | Nadrenia Północna-Westfalia | Möhnetalsperre                                      | LLK                                                          |
| Uppenbornwerk 2                   | 1951       | 25,5             | WP     | 3× KT                     | Landshut                           | Bawaria                     | Mittlere-Isar-Kanal, Echinger Stausee               | Stadtwerke München                                           |
| Kraftwerk Trausnitz               | 1952       | 1,75             | WP     | 1× KT                     | Trausnitz                          | Bawaria                     | Trausnitztalsperre, Pfreimd                         | GDF Suez                                                     |
| Speicherkraftwerk Möhne           | 1953       | 8                | SK     | 3× KT                     | Möhnesee                           | Nadrenia Północna-Westfalia | Möhnetalsperre                                      | LLK                                                          |
| Kraftwerk Braunau-Simbach         | 1954       | 102              | WP     | 4× KT                     | Kirchdorf, Ranshofen               | Bawaria                     | Inn                                                 | GKW                                                          |
| Kraftwerk Roßhaupten              | 1954       | 45,5             | SK     | 2× KT                     | Roßhaupten                         | Bawaria                     | Lech, Forggensee                                    | E.ON                                                         |
| Kraftwerk Kalkofen                | 1955       | 1,13             | WP     | KT                        | Kalkofen                           | Nadrenia-Palatynat          | Lahn                                                | Süwag Energie                                                |
| Kraftwerk Obernach                | 1955       | 12,8             | WP     |                           | Einsiedl am Walchensee             | Bawaria                     | Isar-Überleitung, Sachensee                         | E.ON                                                         |
| Pumpspeicherwerk Reisach          | 1955       | 99               | PSW    | 3× FT                     | Trausnitz                          | Bawaria                     | Hochspeicher Rabenleite, Pfreimd                    | GDF Suez                                                     |
| Pumpspeicherwerk Tanzmühle        | 1955       | 37,8             | PSW/WP | 2× FT                     | Trausnitz                          | Bawaria                     | Hochspeicher Rabenleite, Kainzmühlspeicher, Pfreimd | GDF Suez                                                     |
| Kraftwerk Jochenstein             | 1956       | 132              | WP     | 5× KT                     | Untergriesbach                     | Bawaria                     | Dunaj                                               | GKW                                                          |
| Wasserkraftwerk Heilbronn         | 1956       | 1,7              | WP     | 2× FT                     | Heilbronn                          | Badenia-Wirtembergia        | Neckar                                              | ZEAG Energie                                                 |
| Kraftwerk Romkerhalle             | 1956       | 4,14             | SK     | 1× FT(S)                  | Schulenberg (Harz)                 | Dolna Saksonia              | Okertalsperre, Oker                                 | HWW                                                          |
| Kraftwerk Dingolfing              | 1957       | 15               | SK     |                           | Dingolfing                         | Bawaria                     | Stausee Dingolfing                                  | E.ON                                                         |
| Kraftwerk Lahnstein               | 1957       | 1,22             | WP     | KT                        | Lahnstein                          | Nadrenia-Palatynat          | Lahn                                                | Süwag Energie                                                |
| Pumpspeicherkraftwerk Geesthacht  | 1958       | 120              | PSW    | 3× FT                     | Geesthacht                         | Szlezwik-Holsztyn           | Łaba                                                | Vattenfall                                                   |
| Pumpspeicherwerk Happurg          | 1958       | 160              | PSW    | 3× FT                     | Happurg                            | Bawaria                     | Rohrbach, Kainsbach                                 | E.ON                                                         |
| Pumpspeicherwerk Hohenwarte I     | 1959       | 63               | PSW    | 3× FT                     | Hohenwarte                         | Turyngia                    | Hohenwarte-Stausee, Talsperre Eichicht, Soława      | Vattenfall                                                   |
| Leitzachwerk 2                    | 1960       | 49,2             | PSW    | 2× FT                     | Feldkirchen-Westerham              | Bawaria                     | Seehamer, Leitzach                                  | Stadtwerke München                                           |
| Kraftwerk Oberelchingen           | 1960       | 9,35             | WP     | 2× KT                     | Oberelchingen                      | Bawaria                     | Dunaj                                               | Obere Donau Kraftwerke AG                                    |
| Kraftwerk Leipheim                | 1961       | 9,37             | WP     | 2× KT                     | Leipheim                           | Bawaria                     | Dunaj                                               | Obere Donau Kraftwerke AG                                    |
| Kraftwerk Schärding-Neuhaus       | 1961       | 96               | WP     | 4× KT                     | Neuhaus am Inn, St. Florian am Inn | Bawaria                     | Inn                                                 | GKW                                                          |
| Moselkraftwerk Trier              | 1961       | 18,8             | WP     | 4× KT(R)                  | Trewir                             | Nadrenia-Palatynat          | Mozela                                              | RWE Innogy                                                   |
| Kraftwerk Günzburg                | 1962       | 9,0              | WP     | 2× KT                     | Günzburg                           | Bawaria                     | Dunaj                                               | Obere Donau Kraftwerke AG                                    |
| Moselkraftwerk Detzem             | 1962       | 24,0             | WP     | 4× KT(R)                  | Detzem                             | Nadrenia-Palatynat          | Mozela                                              | RWE Innogy                                                   |
| Moselkraftwerk Lehmen             | 1962       | 20,0             | WP     | 4× KT(R)                  | Lehmen                             | Nadrenia-Palatynat          | Mozela                                              | RWE Innogy                                                   |
| Pumpspeicherwerk Erzhausen        | 1963       | 220              | PSW    | 4× FT                     | Erzhausen                          | Dolna Saksonia              | Leine                                               | Statkraft                                                    |
| Moselkraftwerk Fankel             | 1963       | 16,4             | WP     | 4× KT(R)                  | Bruttig-Fankel                     | Nadrenia-Palatynat          | Mozela                                              | RWE Innogy                                                   |
| Kraftwerk Offingen                | 1963       | 7,35             | WP     | 2× KT                     | Offingen                           | Bawaria                     | Dunaj                                               | Obere Donau Kraftwerke AG                                    |
| Moselkraftwerk Zeltingen          | 1964       | 13,6             | WP     | 4× KT(R)                  | Zeltingen                          | Nadrenia-Palatynat          | Mozela                                              | RWE Innogy                                                   |
| Pumpspeicherwerk Glems            | 1964       | 90               | PSW    | 2× FT                     | Metzingen                          | Badenia-Wirtembergia        | Glems                                               | EnBW                                                         |
| Kraftwerk Gundelfingen            | 1964       | 7,35             | WP     | 2× KT                     | Gundelfingen                       | Bawaria                     | Dunaj                                               | Obere Donau Kraftwerke AG                                    |
| Speicherkraftwerk Bigge           | 1965       | 17,2             | SK     | 3× FT                     | Attendorn                          | Nadrenia Północna-Westfalia | Biggesee                                            | LLK                                                          |
| Kraftwerk Faimingen               | 1965       | 10,1             | WP     | 2× KT                     | Faimingen                          | Bawaria                     | Dunaj                                               | Obere Donau Kraftwerke AG                                    |
| Pumpspeicherwerk Hohenwarte II    | 1965       | 320              | PSW    | 8× FT                     | Hohenwarte                         | Turyngia                    | Talsperre Eichicht, Soława                          | Vattenfall                                                   |
| Leitzachwerk 3                    | 1965       | 0,38             | WP     | 2× KT(R)                  | Feldkirchen-Westerham              | Bawaria                     | Seehamer See, Leitzach                              | Stadtwerke München                                           |
| Speicherkraftwerk Lister          | 1965       | 2,55             | SK     | 1× KT                     | Attendorn                          | Nadrenia Północna-Westfalia | Listertalsperre                                     | LLK                                                          |
| Moselkraftwerk Müden              | 1965       | 16,4             | WP     | 4× KT(R)                  | Müden                              | Nadrenia-Palatynat          | Mozela                                              | RWE Innogy                                                   |
| Kraftwerk Passau-Ingling          | 1965       | 86               | WP     | 4× KT                     | Pasawa, Schardenberg               | Bawaria                     | Inn                                                 | GKW                                                          |
| Moselkraftwerk Wintrich           | 1965       | 20,0             | WP     | 4× KT(R)                  | Wintrich                           | Nadrenia-Palatynat          | Mozela                                              | RWE Innogy                                                   |
| Moselkraftwerk Enkirch            | 1966       | 18,4             | WP     | 4× KT(R)                  | Enkirch                            | Nadrenia-Palatynat          | Mozela                                              | RWE Innogy                                                   |
| Moselkraftwerk Neef               | 1966       | 16,4             | WP     | 4× KT(R)                  | Neef                               | Nadrenia-Palatynat          | Mozela                                              | RWE Innogy                                                   |
| Rheinkraftwerk Säckingen          | 1966       | 73,6             | WP     | 4× KT(R)                  | Bad Säckingen                      | Badenia-Wirtembergia        | Ren                                                 | Rheinkraftwerk Säckingen                                     |
| Kavernenkraftwerk Bad Säckingen   | 1967       | 360              | PSW    | 4× FT                     | Bad Säckingen                      | Badenia-Wirtembergia        | Eggbergbecken, Murg, Ibach, Dorfbach                | Schluchseewerk                                               |
| Kraftwerk Bertoldsheim            | 1967       | 18,9             | WP     | 3× KT                     | Bertoldsheim                       | Bawaria                     | Dunaj                                               | E.ON, DWK                                                    |
| Pumpspeicherwerk Wendefurth       | 1967       | 80               | PSW    | 2× FT                     | Wendefurth                         | Saksonia-Anhalt             | Talsperre Wendefurth, Bode                          | Vattenfall                                                   |
| Kraftwerk Bittenbrunn             | 1969       | 20,2             | WP     | 3× KT                     | Bittenbrunn                        | Bawaria                     | Dunaj                                               | E.ON, DWK                                                    |
| Pumpspeicherwerk Rönkhausen       | 1969       | 140              | PSW    | 2× FT                     | Rönkhausen                         | Nadrenia Północna-Westfalia | Glingebach                                          | Mark-E                                                       |
| Kraftwerk Bergheim                | 1970       | 23,7             | WP     | 3× KT                     | Bergheim                           | Bawaria                     | Dunaj                                               | E.ON                                                         |
| Kraftwerk Ingolstadt              | 1971       | 19,8             | WP     | 3× KT(R)                  | Ingolstadt                         | Bawaria                     | Dunaj                                               | E.ON                                                         |
| Kraftwerk Kleinostheim            | 1971       | 9,7              | WP     |                           | Kleinostheim                       | Bawaria                     | Men                                                 | E.ON, RMD                                                    |
| Rheinkraftwerk Gambsheim          | 1974       | 96               | WP     | 4× KT(R)                  | Rheinau (Baden)                    | Badenia-Wirtembergia        | Ren                                                 | Centrale Electrique Rhénane de Gambsheim (CERGA) (EDF, EnBW) |
| Kavernenkraftwerk Waldeck II      | 1974       | 480              | PSW    | 2× FT                     | Hemfurth-Edersee                   | Hesja                       | Oberbecken Waldeck 2, Eder                          | E.ON                                                         |
| Pumpspeicherwerk Langenprozelten  | 1976       | 160              | PSW    | 2× FT                     | Gemünden                           | Bawaria                     | Men                                                 | E.ON, RMD                                                    |
| Kavernenkraftwerk Wehr            | 1976       | 910              | PSW    | 4× FT                     | Wehr                               | Badenia-Wirtembergia        | Hornbergbecken                                      | Schluchseewerk                                               |
| Kraftwerk Regensburg              | 1977       | 7,2              | WP     | KT                        | Ratyzbona                          | Bawaria                     | Dunaj                                               | E.ON, RMD                                                    |
| Rheinkraftwerk Iffezheim          | 1978       | 146              | WP     | 5× KT(R)                  | Iffezheim                          | Badenia-Wirtembergia        | Ren                                                 | RKI GmbH (EnBW, EDF)                                         |
| Pumpspeicherwerk Markersbach      | 1979       | 1050             | PSW    | 6× FT                     | Markersbach                        | Saksonia                    | Große Mittweida                                     | Vattenfall                                                   |
| Leitzachwerk 1                    | 1983       | 49               | PSW    | 1× FT                     | Feldkirchen-Westerham              | Bawaria                     | Seehamer See, Leitzach                              | Stadtwerke München                                           |
| Flusskraftwerk Auerbrücke         | 1985       | 1,00             | WP     | 2× KT                     | Pforzheim                          | Badenia-Wirtembergia        | Enz                                                 | Stadtwerke Pforzheim                                         |
| Kraftwerk Geisling                | 1985       | 25               | WP     | 3× KT(R)                  | Geisling                           | Bawaria                     | Dunaj                                               | E.ON, RMD                                                    |
| Kraftwerk Nassau                  | 1985       | 1,2              | WP     | KT(R)                     | Nassau                             | Nadrenia-Palatynat          | Lahn                                                | Süwag Energie                                                |
| Staustufe Serrig                  | 1985       | 12,1             | WP     | 2× KT(R)                  | Serrig                             | Nadrenia-Palatynat          | Saara                                               | RWE Innogy                                                   |
| Kraftwerk Dausenau                | 1986       | 1,2              | WP     | KT(R)                     | Dausenau                           | Nadrenia-Palatynat          | Lahn                                                | Süwag Energie                                                |
| Wasserkraftanlage Pfortmühle      | 1986       | 0,65             | WP     | 1× KT(S)                  | Hameln                             | Dolna Saksonia              | Wezera                                              | Stadtwerke Hameln                                            |
| Wasserkraftanlage Alte Schleuse   | 1988       | 1,30             | WP     | 2× KT(R)                  | Hameln                             | Dolna Saksonia              | Wezera                                              | Stadtwerke Hameln                                            |
| Koepchenwerk                      | 1989       | 158              | PSW    | 1× FT                     | Herdecke                           | Nadrenia Północna-Westfalia | Hengsteysee, Ruhra                                  | RWE Innogy                                                   |
| Kraftwerk Krün                    | 1990       | 0,2              | WP     |                           | Krün                               | Bawaria                     | Izara                                               | E.ON                                                         |
| Kraftwerk Vohburg                 | 1992       | 23,3             | WP     | KT                        | Vohburg an der Donau               | Bawaria                     | Dunaj                                               | E.ON, DWK                                                    |
| Kraftwerk Pielweichs              | 1994       | 12,6             | WP     |                           | Pielweichs                         | Bawaria                     | Izara                                               | E.ON                                                         |
| Kraftwerk Bad Abbach              | 2000       | 3,5              | WP     |                           | Bad Abbach                         | Bawaria                     | Dunaj                                               | E.ON, RMD                                                    |
| Unterwasserkraftwerk Karlstor     | 2000       | 3,1              | WP     | 2× KT(R)                  | Heidelberg                         | Badenia-Wirtembergia        | Neckar                                              | EnBW                                                         |
| Pumpspeicherwerk Goldisthal       | 2003       | 1060             | PSW    | 4×FT                      | Goldisthal                         | Turyngia                    | Schwarza                                            | Vattenfall                                                   |
| Kraftwerk Oberföhring             | 2008       | 1,0              | WP     | 1× KT                     | Monachium                          | Bawaria                     | Izara                                               | E.ON                                                         |
| Wasserkraftwerk Johanniswehr      | 2009       | 0,25             | WP     | 1× KT                     | Hildesheim                         | Dolna Saksonia              | Innerste                                            | EVI Energieversorgung Hildesheim                             |
| Kraftwerk Kehl                    | 2009       | 1,2              | WP     | 1× KT                     | Kehl                               | Badenia-Wirtembergia        | Ren                                                 | RKI GmbH (EnBW, EDF)                                         |
| Wasserkraftwerk Gengenbach        | 2010       | 0,53             | WP     | KT                        | Gengenbach                         | Badenia-Wirtembergia        | Kinzig                                              | E-Werk Mittelbaden                                           |
| Wasserkraftwerk Offenburg         | 2010       | 0,475            | WP     | KT                        | Offenburg                          | Badenia-Wirtembergia        | Kinzig                                              | E-Werk Mittelbaden                                           |
| Praterkraftwerk                   | 2010       | 2,5              | WP     | 1× KT                     | Monachium                          | Bawaria                     | Izara                                               | Stadtwerke München                                           |
| Neues Wasserkraftwerk Rheinfelden | 2010       | 100              | WP     | 4× KT(R)                  | Rheinfelden (D) Rheinfelden (CH)   | Badenia-Wirtembergia        | Ren                                                 | EnBW, Axpo, Atel, Energiedienst                              |
| Weserkraftwerk Bremen             | 2012       | 10,0             | WP     | 2× KT(R)                  | Brema                              | Brema                       | Wezera                                              | Weserkraftwerk Bremen GmbH & Co. KG                          |
| Wasserkraftwerk Hausach           | 2012       | 0,35             | WP     | KT                        | Hausach                            | Badenia-Wirtembergia        | Kinzig                                              | E-Werk Mittelbaden                                           |
| Kraftwerk Bad Sooden-Allendorf    |            | 0,25             | WP     |                           | Bad Sooden-Allendorf               | Hesja                       | Werra                                               |                                                              |
| Kraftwerk Berka/Werra             |            | 0,42             | WP     |                           | Berka/Werra                        | Turyngia                    | Werra                                               | E.ON                                                         |
| Kraftwerk Calw                    |            | 0,2              | WP     |                           | Nagold                             | Badenia-Wirtembergia        | Nagold                                              | E-Werk Calw, EnBW                                            |
| Kraftwerk Kanzem                  |            | 2,3              | WP/PSW | 2× KT                     | Kanzem                             | Nadrenia-Palatynat          | Saara                                               | RWE Innogy                                                   |
| Kraftwerk Lisdorf                 |            | 1,4              | WP     | 1× KT(R)                  | Lisdorf                            | Saara                       | Saara                                               | RWE Innogy                                                   |
| Kraftwerk Mettlach                |            | 6,5              | WP     | 2× KT(R)                  | Mettlach                           | Saara                       | Saara                                               | RWE Innogy                                                   |
| Kraftwerk Rehlingen               |            | 4,5              | WP     | 2× KT(R)                  | Rehlingen-Siersburg                | Saara                       | Saara                                               | RWE Innogy                                                   |
| Kraftwerk Saarbrücken             |            | 2,2              | WP     | 1× KT(R)                  | Saarbrücken                        | Saara                       | Saara                                               | RWE Innogy                                                   |
| Kraftwerk Schoden                 |            | 3,5              | WP     | 2× KT(R)                  | Schoden                            | Nadrenia-Palatynat          | Saara                                               | RWE Innogy                                                   |
| Kraftwerk Schwammenauel           |            | 14               | SK     | 1× FT                     | Heimbach                           | Nadrenia Północna-Westfalia | Rurtalsperre, Rur                                   | RWE Innogy                                                   |

## Legenda
- Typ:
  - WP: Elektrownia wodna przepływowa
  - PSW: Elektrownia szczytowo-pompowa
  - SK: Elektrownia retencyjna
- Rodzaje turbin:
  - FT: Turbina Francisa
    - FT(S): Turbina Francisa z obudową spiralną

  - KT: Turbina Kaplana
    - KT(P): Turbiny śmigłowe
    - KT(R): Turbiny rurowe
    - KT(S): Turbiny Straflo

  - PT: Turbina Peltona
  - S: inne